# Toranosuke Takagi
Toranosuke Takagi (jap. 高木 虎之介 Takagi Toranosuke; ur. 12 lutego 1974 w Shizuoce) – japoński kierowca wyścigowy.

## Życiorys
Na Torę (skrócona forma od Toranosuke) duży wpływ miał jego ojciec, który się ścigał samochodami turystycznymi. Toranosuke rozpoczął ściganie się gokartami na początku lat 80., a pierwszy tytuł zdobył w roku 1987. W 1992 roku startował w Formule Toyota, a w 1993 roku rozpoczął starty w serii All-Japan F3, zdobywając na koniec sezonu 10. miejsce w klasyfikacji końcowej.

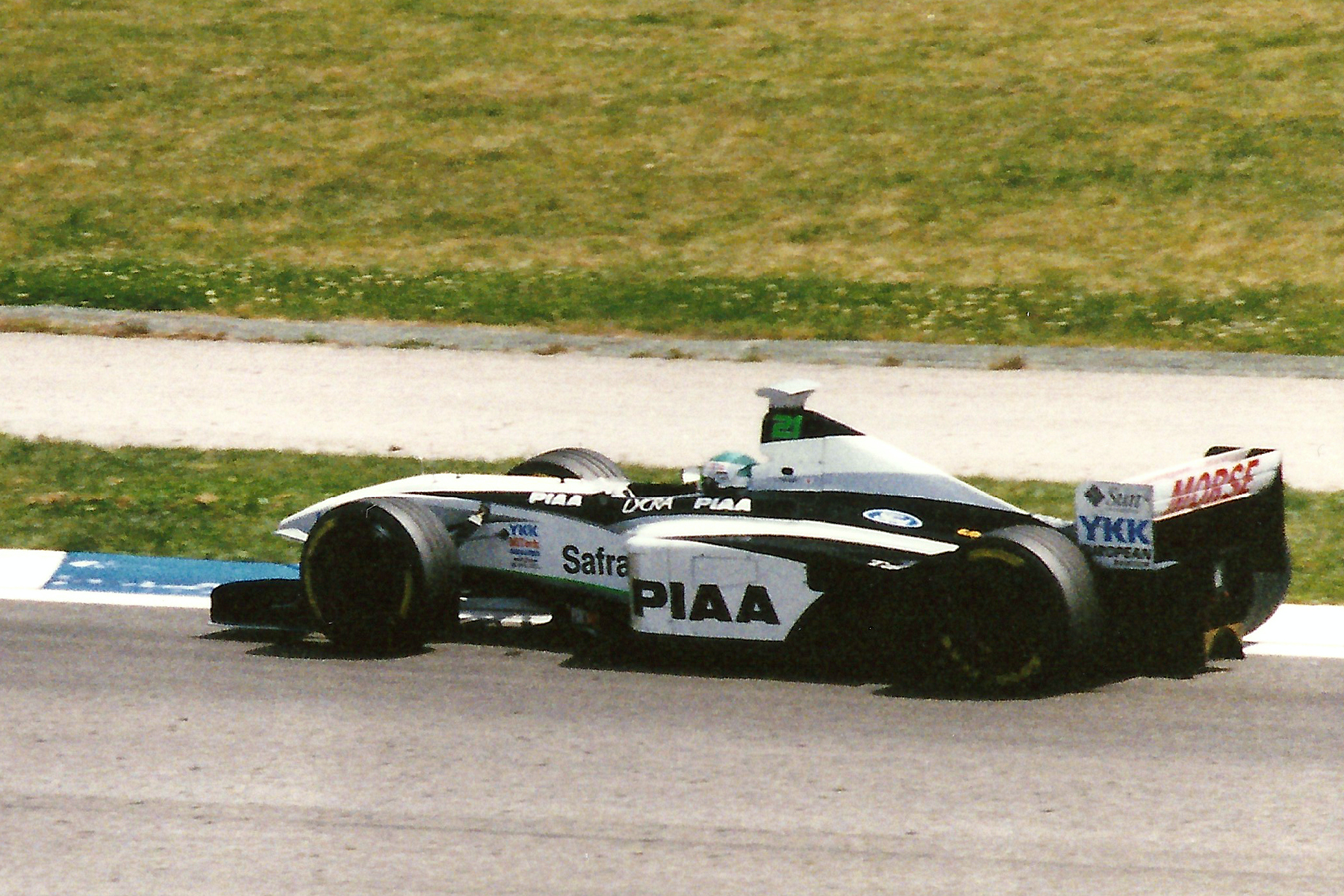
Takagi podczas Grand Prix Hiszpanii Formuły 1 1998

W roku 1994 zainteresował się nim były kierowca Formuły 1, Satoru Nakajima. Takagi dołączył do zespołu Nakajima Racing, aby ścigać się w Formule 3000. W 1997 roku został kierowcą testowym zespołu Tyrrell. W sezonie 1998 już ścigał się w Formule 1, ale nie zdobył wtedy ani punktu. Podobna sytuacja miała miejsce sezon później, tym razem w zespole Arrows. Po roku 1999 Takagi wycofał się z Formuły 1.
W roku 2000 Takagi startował w Formule Nippon (w tym samym czasie jeździł w niej m.in. Jarosław Wierczuk) i zdobył tytuł mistrzowski tej serii, odnosząc 8 zwycięstw w 10 wyścigach. W latach 2001–2002 ścigał się w serii CART, a w latach 2003–2004 w serii IRL, jednakże nie odnosił w nich znaczących sukcesów. W 2005 roku założył swój własny team w Formule Nippon – Takagi Planning.
Japończyk, mimo startu w wielu międzynarodowych seriach takich jak IRL czy Formuła 1, miał problemy z językiem angielskim. Tora przez to nie zawsze był w stanie udzielić inżynierom ważnych informacji zwrotnych.

## Wyniki

### Formuła 1
- liczba zgłoszeń: 32
- liczba wyścigów: 32
- liczba ukończonych wyścigów: 12
- liczba punktów: 0
- liczba zwycięstw: 0
- liczba drugich miejsc: 0
- liczba trzecich miejsc: 0
- liczba pole positions: 0
- liczba najszybszych okrążeń: 0